# Douglas Kipserem
Douglas Kipserem (né en 1987) est un athlète kényan, spécialiste des courses de fond.

## Biographie
Il remporte la médaille d'or du 5 000 mètres lors des championnats d'Afrique 2016, à Durban, en portant son record personnel à 13 h 13 min 35 s.

### Palmarès
| Date | Compétition            | Lieu   | Résultat | Épreuve | Temps          |
| ---- | ---------------------- | ------ | -------- | ------- | -------------- |
| 2016 | Championnats d'Afrique | Durban | 1er      | 5 000 m | 13 min 13 s 35 |

### Records
| Épreuve | Performance    | Lieu   | Date         |
| ------- | -------------- | ------ | ------------ |
| 5 000 m | 13 min 13 s 35 | Durban | 26 juin 2016 |